# Éméville
Éméville település Franciaországban, Oise megyében. Lakosainak száma 285 fő (2022. január 1.). Éméville Haramont, Bonneuil-en-Valois és Vez községekkel határos.

## Népesség
A település népességének változása:
| Lakosok száma | 295  | 291  | 293  | 287  | 288  | 288  | 286  | 285  | 285  |
|               | 2013 | 2015 | 2016 | 2017 | 2018 | 2019 | 2020 | 2021 | 2022 |